# Ben Motshwari
Ben Motshwari (Randfontein, 21 maart 1991) is een Zuid-Afrikaans voetballer die sinds 2018 onder contract ligt bij Orlando Pirates FC.

## Clubcarrière
Motshwari begon zijn seniorencarrière in 2014 bij Bidvest Wits. In 2017 veroverde hij met de club de eerste landstitel uit de clubgeschiedenis. Later dat jaar won hij met de club ook de Telkom Knockout Cup. In de finale tegen Bloemfontein Celtic, die Bidvest Wits met 1-0 won na een doelpunt van Maliele Vincent Pule in de blessuretijd, viel hij in de 62e minuut in voor Xolani Mlambo. In 2018 verhuisde hij naar Orlando Pirates FC, waarmee hij in 2020 de MTN 8 won.

## Interlandcarrière
Motshwari maakte op 25 maart 2021 zijn interlanddebuut voor Zuid-Afrika: in de Afrika Cup-kwalificatiewedstrijd tegen Ghana (1-1) mocht hij in de 25e minuut de geblesseerde Andile Jali komen vervangen. Drie dagen later liet bondscoach Molefi Ntseki hem tegen Soedan (2-0-verlies) de hele wedstrijd spelen.